# (2725) David Bender
(2725) David Bender (1978 VG3; 1941 WW; 1943 GA; 1959 FA; 1962 XB; 1969 EE1; 1980 FA12; A904 VC) ist ein ungefähr 37 Kilometer großer Asteroid des äußeren Hauptgürtels, der am 7. November 1978 von den US-amerikanischen Astronomen Schelte John Bus und Eleanor Helin am Palomar-Observatorium nordöstlich von San Diego in Kalifornien (IAU-Code 675) entdeckt wurde.

## Benennung
(2725) David Bender wurde nach David F. Bender benannt, dessen Analysetechniken weit verbreitet sind, um potenzielle Weltraummissionen auf Kleinplaneten zu bewerten.